# Laval Titan
Laval Titan byl kanadský juniorský klub ledního hokeje, který sídlil v Lavalu v provincii Québec. V letech 1969–1998 působil v juniorské soutěži Quebec Major Junior Hockey League. Zanikl v roce 1998 přestěhováním do Bathurstu, kde byl vytvořen tým Acadie–Bathurst Titan. Své domácí zápasy odehrával v hale Colisée de Laval s kapacitou 3 500 diváků.
Nejznámější hráči, kteří prošli týmem, byli např.: Mike Bossy, Anders Myrvold, Manny Fernandez, Mario Lemieux, Vincent Damphousse nebo François Beauchemin.

## Historické názvy
Zdroj: 
- 1969 – Rosemont National
- 1971 – Laval National
- 1979 – Laval Voisins
- 1985 – Laval Titan
- 1994 – Laval Titan Collège Français

## Úspěchy
- Vítěz QMJHL ( 4× )
  - 1983/84, 1988/89, 1989/90, 1992/93

## Přehled ligové účasti
Zdroj: 
- 1969–1971: Quebec Major Junior Hockey League (Západní divize)
- 1970–1973: Quebec Major Junior Hockey League
- 1973–1976: Quebec Major Junior Hockey League (Západní divize)
- 1976–1981: Quebec Major Junior Hockey League (Lebelova divize)
- 1981–1982: Quebec Major Junior Hockey League
- 1982–1988: Quebec Major Junior Hockey League (Lebelova divize)
- 1988–1990: Quebec Major Junior Hockey League
- 1990–1998: Quebec Major Junior Hockey League (Lebelova divize)